# Sommer-Paralympics 2020/Powerlifting
Bei den Sommer-Paralympics 2020 in Tokio wurden in insgesamt 20 Wettbewerben im Bankdrücken (auch: Powerlifting oder Gewichtziehen) Medaillen vergeben. Die Entscheidungen fielen zwischen dem 27. und dem 31. August 2021.
Für die Wettbewerbe der Männer waren 80 Sportler und für die Wettbewerbe der Frauen 80 Sportlerinnen in je 10 Gewichtsklassen qualifiziert. Hinzu kamen 20 Teilnehmer die als „Gender-Free“ eingeordnet wurden. Jeweils 10 Entscheidungen fielen in den Wettbewerben der Männer und der Frauen.

## Qualifikation
Die Qualifikation der Sportler und Sportlerinnen erfolgte individuell und nicht über die jeweiligen Landesverbände (National Paralympic Committees, NPCs). Dabei konnte allerdings jedes NPC nur jeweils einen Athleten pro Medaillenwettbewerb und maximal je acht Athleten und Athletinnen insgesamt stellen.
Direkt qualifiziert waren jeweils die acht bestplatzierten Athleten und die acht bestplatzierten Athletinnen in jeder Körpergewichtskategorie, die auf der am 23. April 2020 finalisierten World Para Powerlifting Paralympic-Rangliste aufgeführt wurden.

## Medaillen

### Medaillenspiegel
| Platz | Land           | Gold | Silber | Bronze | Gesamt |
| ----- | -------------- | ---- | ------ | ------ | ------ |
| 01    | China          | 7    | 6      | 0      | 13     |
| 02    | Nigeria        | 3    | 1      | 2      | 6      |
| 03    | Jordanien      | 3    | 0      | 0      | 3      |
| 04    | Iran           | 1    | 3      | 1      | 5      |
| 05    | Malaysia       | 1    | 1      | 0      | 2      |
| 05    | Ukraine        | 1    | 1      | 0      | 2      |
| 07    | Brasilien      | 1    | 0      | 0      | 1      |
| 07    | Kasachstan     | 1    | 0      | 0      | 1      |
| 07    | Mexiko         | 1    | 0      | 0      | 1      |
| 07    | Mongolei       | 1    | 0      | 0      | 1      |
| 11    | Ägypten        | 0    | 4      | 2      | 6      |
| 12    | Frankreich     | 0    | 1      | 1      | 2      |
| 13    | Indonesien     | 0    | 1      | 0      | 1      |
| 13    | Usbekistan     | 0    | 1      | 0      | 1      |
| 13    | Vietnam        | 0    | 1      | 0      | 1      |
| 16    | Großbritannien | 0    | 0      | 3      | 3      |
| 17    | Polen          | 0    | 0      | 2      | 2      |
| 18    | Algerien       | 0    | 0      | 1      | 1      |
| 18    | Aserbaidschan  | 0    | 0      | 1      | 1      |
| 18    | El Salvador    | 0    | 0      | 1      | 1      |
| 18    | Griechenland   | 0    | 0      | 1      | 1      |
| 18    | Irak           | 0    | 0      | 1      | 1      |
| 18    | Kolumbien      | 0    | 0      | 1      | 1      |
| 18    | RPC            | 0    | 0      | 1      | 1      |
| 18    | Türkei         | 0    | 0      | 1      | 1      |
| 18    | Venezuela      | 0    | 0      | 1      | 1      |
| Total | Total          | 20   | 20     | 20     | 60     |

### Frauen
| Gewichtsklasse | Gold                   | Silber             | Bronze                   |
| -------------- | ---------------------- | ------------------ | ------------------------ |
| 41 kg          | Guo Lingling           | Ni Nengah Widiasih | Clara Fuentes Monasterio |
| 45 kg          | Latifat Tijani         | Cui Zhe            | Justyna Kozdryk          |
| 50 kg          | Hu Dandan              | Rehab Ahmed        | Olivia Broome            |
| 55 kg          | Mariani Schewtschuk    | Xiao Cuijuan       | Besra Duman              |
| 61 kg          | Amalia Pérez           | Ruza Kuzieva       | Lucy Ejike               |
| 67 kg          | Tan Yujiao             | Fatma Omar         | Olaitan Ibrahim          |
| 73 kg          | Mariana D’Andrea       | Xu Lili            | Souhad Ghazouani         |
| 79 kg          | Bose Omolayo           | Natalija Olijnyk   | Wera Muratowa            |
| 86 kg          | Folashade Oluwafemiayo | Zheng Feifei       | Louise Sugden            |
| +86 kg         | Deng Xuemei            | Loveline Obiji     | Marzena Zięba            |

### Männer
| Gewichtsklasse | Gold                        | Silber                 | Bronze                 |
| -------------- | --------------------------- | ---------------------- | ---------------------- |
| 49 kg          | Omar Qarada                 | Lê Văn Công            | Parvin Mammadov        |
| 54 kg          | Dawid Degtjarew             | Alex Bourlon           | Dimitrios Bakochristos |
| 59 kg          | Qi Yongkai                  | Sherif Osman           | Herbert Aceituno       |
| 65 kg          | Liu Lei                     | Amir Jafari Arangeh    | Hocine Bettir          |
| 72 kg          | Bonnie Bunyau Gustin        | Mahmoud Attia          | Micky Yule             |
| 80 kg          | Rouhollah Rostami           | Gu Xiaofei             | Mohamed Elelfat        |
| 88 kg          | Abdelkareem Khattab         | Ye Jixiong             | Hany Abdelhady         |
| 97 kg          | Yan Panpan                  | Hamed Solhipour Avanji | Fabio Torres           |
| 107 kg         | Enchbajaryn Sodnompildschee | Jong Yee Khie          | Saman Razi             |
| +107 kg        | Jamil Elshebli              | Mansour Pourmirzaei    | Faris Al-Ageeli        |